# 博揚·納斯蒂奇
博揚·納斯蒂奇（1994年7月6日—）是一位塞爾維亞足球運動員。在場上的位置是左後衛。他現在效力於塞爾維亞足球超級聯賽球隊伏伊伏丁那足球俱樂部。他也代表塞爾維亞U21國家足球隊參賽。